# Bobby Elliott
Robert Hartley Elliott (Burnley (Lancashire), 8 december 1941) is een Britse rock- en popdrummer, vooral bekend als lid van The Hollies. Hij wordt beschreven als een van de allerbeste drummers in het hele pop/rock-gebeuren.

## Biografie
Elliott ontdekte jazzmuziek op 10- of 11-jarige leeftijd en wilde drummer worden. Hij ging als autodidact naar de Nelson Grammar School en leerde drummen met zelfgemaakte penselen en stokken, op blikken en andere huishoudelijke artikelen, door Chico Hamilton van het Gerry Mulligan Quartet en Gene Krupa van het Benny Goodman Orchestra te imiteren. Elliott was een origineel lid van Johnny Theakston en The Tremeloes, die in 1959 werden opgericht. Onder leiding van zanger Johnny Theakston, drumde Elliott samen met gitaristen Jerry Wilcox en Mick Hay en bassist William 'Bonny' Oliver. Eind 1960 stuurden ze een demotape naar de Saturday Club van BBC Radio, waarin ze zichzelf Shane Fenton & The Fentones noemden, maar Theakston stierf voordat ze antwoord kregen. Nadat hij een auditie had gekregen, trad de roadie Bernard Jewry (later bekend als Alvin Stardust) op als zanger en nam op verzoek van Theakstons moeder de artiestennaam Shane Fenton aan.
Tommy Sanderson werd hun manager en onderhandelde een platencontract met EMI, die I'm a Moody Guy uitbracht, die #19 bereikte in de Britse singleshitlijsten. De volgende drie singles kwamen niet in de hitlijsten, Cindy's Birthday was toen een kleine hit, voordat de volgende drie singles ook flopten en de band uit elkaar ging in april 1963. Elliott speelde ook bij Ricky Shaw and the Dolphins, een band uit Manchester onder leiding van gitarist Tony Hicks, die in april 1963 vertrok om zich bij The Hollies te voegen. Kort daarna vertrok Hollies-drummer Don Rathbone en Elliott sloot zich ook aan bij The Hollies, terwijl Jewry en Sanderson de gezamenlijke managers van de band werden.
Vanaf 1963 speelt Elliott nog steeds met The Hollies en heeft sinds 1963 met bijna geen andere band opgenomen. Prominente drummers die werden beïnvloed door Elliott zijn onder meer Gilson Lavis, Ric Lee, Cozy Powell en Ian Paice.

## Privéleven
Elliott had een lange relatie met Maureen Hicks. Dankzij deze relatie zou Elliott Maureens broer Tony Hicks ontmoeten. Bobby hertrouwde met Susan (Suzy) Elliott.